# Samalas
Samalas var en vulkan på den indonesiske ø Lombok, som i 1257 gik i udbrud og udslettede det lokale kongerige på øen. Følgerne af udbruddet var globale, idet det bl.a. medførte hungersnød i London, Japan, Kina og Korea i det efterfølgende år. Udbruddet er formentlig det kraftigste på kloden i de seneste 7.000 år.
Samalas-udbruddet blev først i 2013 kendt som det udbrud, der forårsagede en større nedkøling af hele kloden. Danske forskere fandt ved at studere grønlandske iskerneboringer i 1970erne tegn på, at et stort vulkansk udbrud havde fundet sted i 1250erne, men man vidste ikke hvor. 
Den franske geograf Franck Lavigne begyndte i 2010 at undre sig over, at ingen havde ledt efter krateret fra udbruddet. Alle tegn tydede på, at det havde fundet sted i troperne, og Indonesien er med sine mange aktive vulkaner et oplagt sted at starte eftersøgningen. Han fandt en kratersø umiddelbart vest for Rinjani på Lombok. Han var i stand til at datere udbruddet til 1257 ved bl.a. at kigge på rester af forkullet træ i området omkring kratersøen.
Efterfølgende beregninger viser, at udbruddet stod på i omkring tre dage og sendte aske og gasser op i 52 kilometers højde. Hele Lomboks nordlige del blev begravet i aske, slagger og lava i op til 35 meters dybde. Selve vulkanen har været omkring 4.200 meter høj, men blev sprængt helt bort og efterlod et 800 meter dybt hul, den nuværende kratersø.

## De globale følger
Lavigne gik efter denne opdagelse på jagt efter historiske optegnelser og fandt bl.a. oldjavanesiske beskrivelser af et kongerige på Lombok som gik under i en eksplosion i det 13. århundrede. Optegnelser fra London, Japan, Kina og Korea angiver, at der var hungersnød i året efter udbruddet. Også opdagelsen af en massegrav i London bekræfter omfanget af katastrofen. Ifølge optegnelser fra en munk døde mere end 15.000 fattige i London ud af en befolkning på 50.000 som følge af hungersnøden.